# 蔡舒辰
蔡舒辰（1994年4月30日—），本名金高雲（韓語：김고운），韓國女演員。她在2006年上映的電視劇《飛越彩虹》中展開其職業生涯。她也以身為金玉彬之妹而為人所知。在2016年5月，她決定以蔡舒辰取代其出生名作為其藝名。

## 演出作品

### 電視劇
- 2006年：MBC《飛越彩虹》飾演 鄭熙秀（童年）
- 2016年：韓國三星網路電視劇  【積極的體質】  飾演 方惠貞
- 2017年：KBS《內衣少女時代》飾演 朴慧珠
- 2018年：Channel A《拜託了咖啡（朝鲜语：커피야 부탁해）》飾演 吳高雲
- 2019年：tvN《請融化我吧》飾演 羅夏英（青年）

### 電影
- 2014年：《噗通噗通我的人生》飾演 李瑞夏
- 2016年：《超人（朝鲜语：초인 (영화)）》飾演 閔世英
- 2016年：《Curtain Call（朝鲜语：커튼콜 (2016년 영화)）》飾演 瑟琪
- 2016年：《你會在那裡嗎（朝鲜语：당신, 거기 있어줄래요）》飾演 崔妍雅（青年）
- 2017年：《女人們（朝鲜语：여자들）》飾演 高雲

## 外部連結
- 蔡舒辰的Instagram帳戶
- 蔡舒辰在NAVER上的资料
- 蔡舒辰在Daum上的资料
- 蔡舒辰在HanCinema的頁面（英文）
- 蔡舒辰在韩国电影数据库（KMDb）上的資料（韓語）
- 蔡舒辰在互联网电影资料库（IMDb）上的資料（英文）